# Нериска
Нериска — река в России, протекает в Тульской области. Правый приток Вашаны.

## География
Река Нериска берёт начало севернее села Симоново Заокского района. Течёт на запад и впадает в Вашану у села Казначеево Алексинского района. Устье реки находится в 18 км по правому берегу реки Вашана. Длина реки составляет 11 км. 

## Данные водного реестра
По данным государственного водного реестра России относится к Окскому бассейновому округу, водохозяйственный участок реки — Ока от города Калуга до города Серпухов, без рек Протва и Нара, речной подбассейн реки — бассейны притоков Оки до впадения Мокши. Речной бассейн реки — Ока.
По данным геоинформационной системы водохозяйственного районирования территории РФ, подготовленной Федеральным агентством водных ресурсов: 
- Код водного объекта в государственном водном реестре — 09010100812110000021869
- Код по гидрологической изученности (ГИ) — 110002186
- Код бассейна — 09.01.01.008
- Номер тома по ГИ — 10
- Выпуск по ГИ — 0